# Prays autocasis
Prays autocasis là một loài bướm đêm thuộc họ Yponomeutidae. Nó được tìm thấy ở Úc.